# Wikipedia tiếng Serbia
Wikipedia tiếng Serbia là một phiên bản Wikipedia, một bách khoa toàn thư mở.